# Випробування граничного тиску набоїв вогнепальної зброї
Випробування граничного тиску набоїв вогнепальної зброї потрібно для визначення стандартів для максимального середнього піку тиску у каморі, для визначення безпечних розмірів заряду при виробництві нових боєприпасів. У металевих набоях піковий тиск може коливатися в залежності від метального заряду який використовують, капсуля, ваги заряду, типу кулі, глибини розташування кулі у гільзі, напруження дульця, параметрів камори.  Для набоїв у м'якій гільзі, основним фактором є вага заряду, вага кулі, тип пижу, конструкція корпусу і якість обтискання.

## Сучасні цивільні методології тестування
Зараз використовуються дві стандартні методології тестування: Commission Internationale Permanente pour l'Epreuve des Armes à Feu Portatives або C.I.P. (Постійна міжнародна комісія з випробування стрілецької зброї) та Sporting Arms and Ammunition Manufacturers' Institute або SAAMI (Інститут виробників спортивної зброї та боєприпасів).   Методологія SAAMI широко використовується у США, а C.I.P. загалом у Європейських країнах учасниках C.I.P. Обидві методології використовують сенсори перетворення п'єзо тиску для створення показань тиску, відмінності у випробувальній установці означають, що один і той же тиск може часто генерувати дуже різні показання в залежності від методу, який використовують,.
Через різне вимірювання максимального тиску у методологіях C.I.P. та SAAMI, важливо знати яку методологію використовували для визначення граничного тиску.  Методологія C.I.P. часто використовує одиниці тиску у SI - мегапаскаль та позасистемну одиницю бар у C.I.P., а методологія SAAMI використовує англійські одиниці вимірювання - psi, тому дуже часто можна зустріти конвертування результатів C.I.P. у psi або навпаки.

### Метод C.I.P.
У C.I.P. використовують просвердлену гільзу у яку вставлено перетворювач тиск прямо у заряд. Пристрій п'єзо вимірювання (перетворювач) розташований на відстані 25 міліметрів (0,98 дюйм) лиця затвора якщо довжина гільзи це дозволяє. Якщо довжина гільза мала, вимірювання тиску буде відбуватися у спеціально визначеному місті камори на коротшій дистанції від лиця затвора в залежності від параметрів. Визначені дистанції вказані у спеціальній таблиці.
Якщо гільза гвинтівкового набою схожа на .308 Winchester, за таблицею значення M = 25.00 тому перетворювач повинен бути розташований на відстані 25 міліметрів (0,98 дюйм) від лиця затвора.
Якщо гільза пістолетного набою схожа на 9×19mm Parabellum (за номенклатурою C.I.P. 9mm Luger), за таблицею значення M = 12.50 тому перетворювач повинен бути розташований на відстані 12,5 міліметра (0,49 дюйм) від лиця затвора.
Інколи не вірно вважають, що за методологією C.I.P. вимірювання тиску проводяться біля дульця гільзи як у методології SAAMI.
У тестуванні C.I.P. використовують лише один ексклюзивний тип перетворювача - П'єзоелектричний сенсор (має назву "канальний сенсор") створений швейцарською кампанією Kistler, який для встановлення потребує свердління отвору у гільзі перед проведення тесту. Балістичний сенсор вимірювання тиску Kistler 6215 має максимальний робочий тиск у 600 МПа (87 023 psi) і монтується всередині гільзи набою (лицьова частина сенсору не контактує з гільзою). Набій досилається у камору таким чином, щоб тестовий отвір був на одній лінії з газовідводом який направляє порохові гази з гільзи на лицьову частину сенсора. Точність заміру тиску завдяки сучасному сенсору складає ≤ 2%.

### Метод SAAMI
Методологія SAAMI використовує для визначення тиску П'єзоелектричний кварцовий перетворювач який можна використовувати для тестування набоїв центрального бою для пістолетів, револьверів і гвинтівок, а також для тестування набоїв кільцевого запалення. Виробником тестових сенсорів у США є компанія PCB Piezotronics. У протоколі тестування SAAMI використовують стволи які мають отвір у каморі. Сенсор SAAMI встановлено у отвір таким чином, що лицьова частина сенсора розташовується на деякій відстані від лиця затвора і утворює одну зі стінок камори. Після пострілу порохові гази викликають розширення гільзи, яка таким чином контактує зі стінками камориs. Таким чином частина гільзи тисне на лицьову частину перетворювача і генерує електронний імпульс який посилюється і таким чином отримують показники тиску у фунтах на квадратний дюйм (psi). Перевага сенсору SAAMI у тому, що непотрібно свердлити отвір у гільзі і тому немає потреби для вирівнювання набою при встановленні. Натомість потрібен лише простий тест натискання частини гільзи. Цей тест визначає тиск газу потрібний для розширення гільзи і контакту з лицьовою частиною сенсора. Цей тест має так званий "зсув" і має поправки на "втрати" тиску газу до того часу коли гільза почне контактувати з сенсором. Зсув додають до показника тиску, що отримати показник пікового тиску. Іншими перевагами сенсору SAAMI є: великий ступінь пристосування для високого рівня якісного контролю за тестами виробників боєприпасів для цивільного та правозахисного використання; захист сенсора від впливу продуктів згоряння і тому більший термін служби; максимальний робочий тиск 80 000 psi (551,6 МПа). При випробуванні набоїв з однаковим діаметром стінок камори можуть використовувати один і той же сенсор, що зменшує вартість установки.

### Метод тестування набоїв у м'якій гільзі
Для набоїв у м'якій гільзі використовують лише один п'єзоелектричний сенсор (має назву "тангентальний сенсор") який виробляють компанії PCB Piezotronics та Kistler і який використовують у тестування як за методологією SAAMI так і C.I.P..

### Зовнішній датчик напруги
Більш дешевий метод визначення тиску використовує резистивний сенсор напруги який встановлюється на зовнішній стороні камори. Такі системи зазвичай відкалібровані для емуляції результатів існуючих систем стандартизації, таких як SAAMI, тому результати будуть порівняльними. Така система не потребує специфічних тестових стволів, а лише зброю яка має доступ до зовнішніх стінок камори і саме тому вона мало коштує.

## Військовій методології тестування

### NATO EPVAT
НАТО визначає тиск у набоях  5,56 мм, 7,62 мм, 9 мм та 12,7 мм за допомогою тесту NATO EPVAT. На відміну від цивільних методів тестування NATO EPVAT для "NATO rifle chamberings" потребує сенсор тиску а перетворювач який встановлюється на дульці гільзи. Це робиться тому, що встановлення сенсору не потребує свердління отвору у гільзі. Свердління отвору займає багато часу, а військові тестування потребують швидкого надання відповіді виробнику боєприпасів. Мінусом такого тестування є те, що тиск зростає швидше ніж при свердлінні отвору. Це призводить до високих коливань сенсора тиску (приблизно 200 kHz для перетворювача Kistler 6215) тому цей метод потребує електронного фільтрування який впливає на нижні гармонії де знаходиться пік, через що виникає невелика помилка у вимірюванні. Ця помилка не завжди добре виправляється через, що виникають суперечки з приводу порядку фільтрування, частоті зрізу і його типу (Bessel або Butterworth).
Для 9 мм за специфікацією NATO EPVAT визначено, що сенсор для набою 9×19mm Parabellum (9mm Luger за номенклатурою C.I.P. та 9mm NATO за номенклатурою NATO nomenclature) повинен розташовуватися у середній позиції (9,5 міліметра (0,37 дюйм)) від лиця затвора замість специфікації C.I.P. 12,5 міліметра (0,49 дюйм) від лиця затвора.
Для тестування NATO EPVAT військової зброї NATO розробило EPVAT тестові стволи з канальним сенсором Kistler 6215.

### Американський метод SCATP
Збройні сили США проводять тестування набою 5.56 мм NATO за методом SCATP-5.56, а набою 7.62 мм NATO за SCATP-7.62 та .45 ACP за SCATP-45. Ці тестування базуються на тестування SAAMI.